# Sebestyén András (festőművész)
Sebestyén András (Mór, 1979. február 5.-) magyar autodidakta festőművész, aki kézzel festett karóra számlapjairól és festményeiről ismert.

## Életpályája
Autodidakta művész. 2000-től foglalkozik önállóan képzőművészettel. Születése óta Székesfehérváron él és alkot. Általános iskolában rajztanára felismerte a kézügyességét és javasolta a művészeti pályára. Kezdetben az ikonfestés kelti fel érdeklődését, valamint a híres nagy mesterek ember ábrázolásmódja és színhasználata. Korai korszakából több ikonképét közintézményeknek ajándékozza. A művész több korszakot különböztet meg munkásságában. Ikon korszak, klasszikus korszak, természeti korszak, kék korszak, időmérők korszaka, bohóckorszak. Legismertebb a kék korszaka, melyben különböző szürreális víziókat jelenít meg festményein.
2016-ban miniatűrök festészetével kezd foglalkozni. Érdeklődése az időmérők és karórák világa felé fordul. Így kezdi el antik órák számlapjainak festését.  A közönség nagy érdeklődéssel fogadja a festett számlapú órák bemutatását, amelyeket 2018-ban kiállítanak Székesfehérváron a Szent István Hitoktatási és Művelődési házban.
2019-ben visszatér a nagyobb méretű olajfestmények festéséhez.Itt kezdődik el a festészetében a kották és a hangszerek festése és ezt nevezi el hegedűs korszaknak. A festményekbe applikált kottákat ragaszt és a hangszerek részeiként ábrázolja, majd később elkezdi motívumként használni a hegedű formákat is.

## Stílus
Stílusa realizmus és szürrealizmus irányában valósult meg. Képeiben sokszor a valóságot tükrözi, de korszakaiban vannak szürreális képzeletbeli elemek, ami keveredik valamiféle Én képekkel. Képi világában a színek tisztasága, pasztelles hatás keveredése és mélysége, mozgalmassága hívja fel a nézői figyelmet.  Szabadon fest, nem követi a trendeket. A festészet számára a nyugalom szigete.

## Egyéni kiállítások
- 2003. Kodolányi János Gimnázium aulája.
- 2007. Kortárs művészeti Fesztivál Székesfehérvár, Nap Antikvárium megrendezésével.
- 2007. Kisnémedi Önkormányzat.
- 2008. Bodajk Önkormányzat.
- 2008. Dunapart Galéria Budapest.
- 2013. Budai Vár:  Budavári Magyar Borház régi idők emlékei címmel.
- 2018. Székesfehérvár, Szent István Hitoktatási és Művelődési Ház.

## Válogatott csoportos kiállítások
- 2001. Csókakő festőtábor Bujdosó Dénes festőművész vezetésével.
- 2004. Károlyi Kastély Fehérvárcsurgó kiállítóterme
- 2005. Képcsarnok Székesfehérvár, Pátzay Pál terem /Állandó kiállítás./
- 2013. Bodajk Város Önkormányzat
- 2021. Szentendrei Szabadtéri Tárlat

## Művei Közintézményekben
- Székesfehérvár, Püspöki Palota imaterem, festett szobortalapzatok
- Kisnémedi Önkormányzata Templom előtere II. János Pál pápa 30x40cm, olaj, farost
- Bodajk Város Önkormányzata A pásztorok imádása 40x30 cm olaj farost, ikon , másolat Nikolas Paussin eredetiéről.
- Bodajk Város Önkormányzata megrendelésére festette Szent István című 40x30 cm, olajfestményt, amit a Bodajki Polgármesteri Hivatal Tanácskozó és Házasságkötő Termének átnevezése alkalmából, Szent István Terem nevet kapta 2019.04.09. Bodajk portál

## Cikkek, interjúk
- Sebestyén Lilla: Festmények az óra számlapján FEOL hírportál Archiválva 2016. november 15-i dátummal a Wayback Machine-ben
- Sebestyén András első órakiállítása FEOL hírportál Archiválva 2018. augusztus 18-i dátummal a Wayback Machine-ben
- Sebestyén András és Fodor Krisztián órakiállítása Székesfehérváron Székesfehérvár portál
- Fehérvár Médiacentrum video